# Vážany nad Litavou
Vážany nad Litavou är en ort i Tjeckien.   Den ligger i regionen Södra Mähren, i den sydöstra delen av landet, 210 km sydost om huvudstaden Prag. Vážany nad Litavou ligger 208 meter över havet och antalet invånare är 637.
Terrängen runt Vážany nad Litavou är huvudsakligen platt. Vážany nad Litavou ligger nere i en dal. Runt Vážany nad Litavou är det ganska tätbefolkat, med 62 invånare per kvadratkilometer. Närmaste större samhälle är Brno, 19,5 km väster om Vážany nad Litavou. I omgivningarna runt Vážany nad Litavou växer i huvudsak blandskog.